# Testut (entreprise)
Pour les articles homonymes, voir Testut.

L'ancien logo

Le nouveau logo

Testut est une entreprise française de fabrication et de commercialisation d'instruments de mesure (pesage et comptage) et de machines à trancher les viandes. Elle a été fondée vers 1850 par Charles Rodolphe Testut. Rachetée par Bernard Tapie en 1983, elle a disparu par liquidation en 2003. Son nom reste associé à l'affaire Testut, qui aboutira à la condamnation de Bernard Tapie pour abus de biens sociaux.

## Histoire

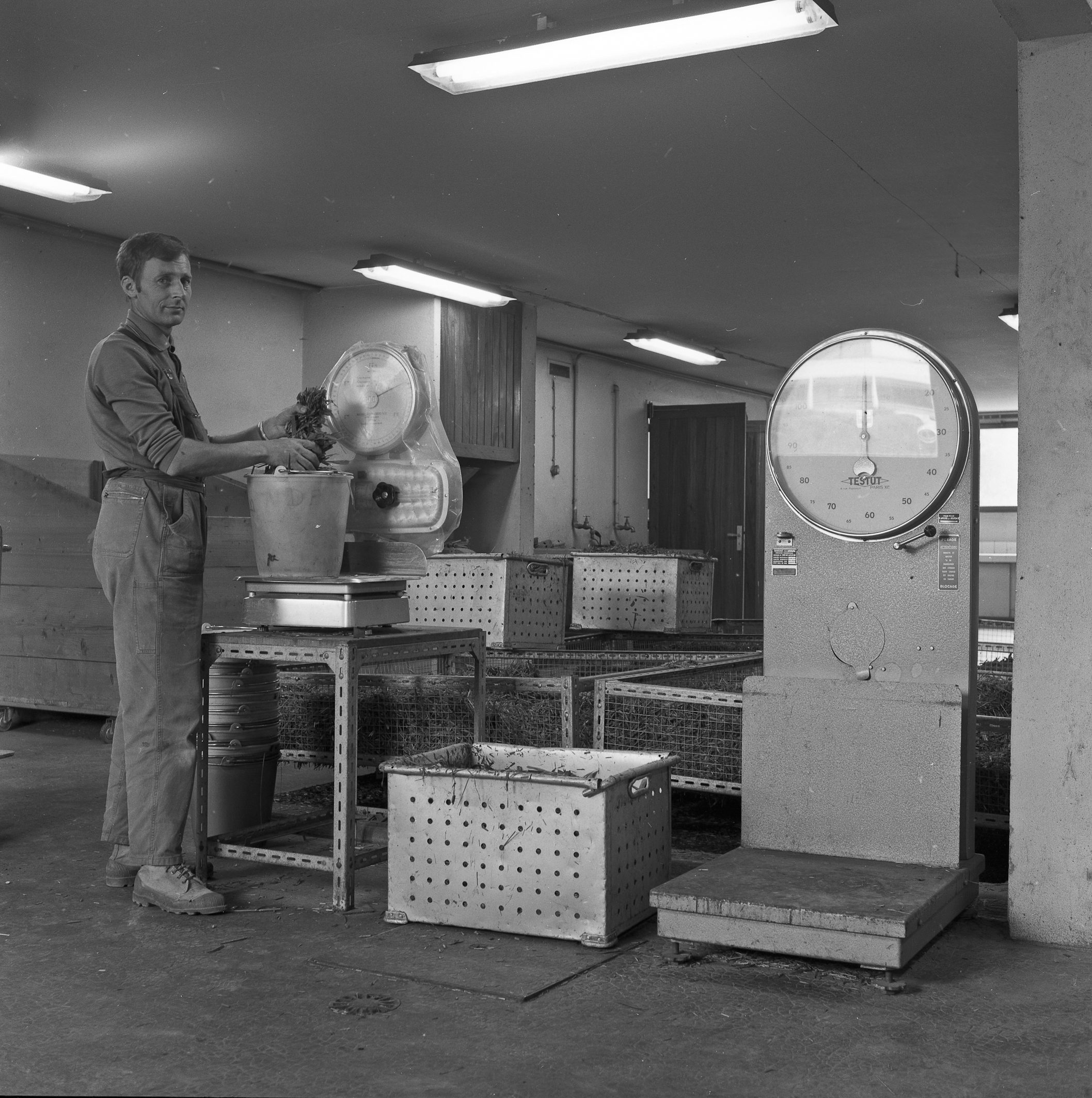
Appareil Testut à l'INRA en 1970.

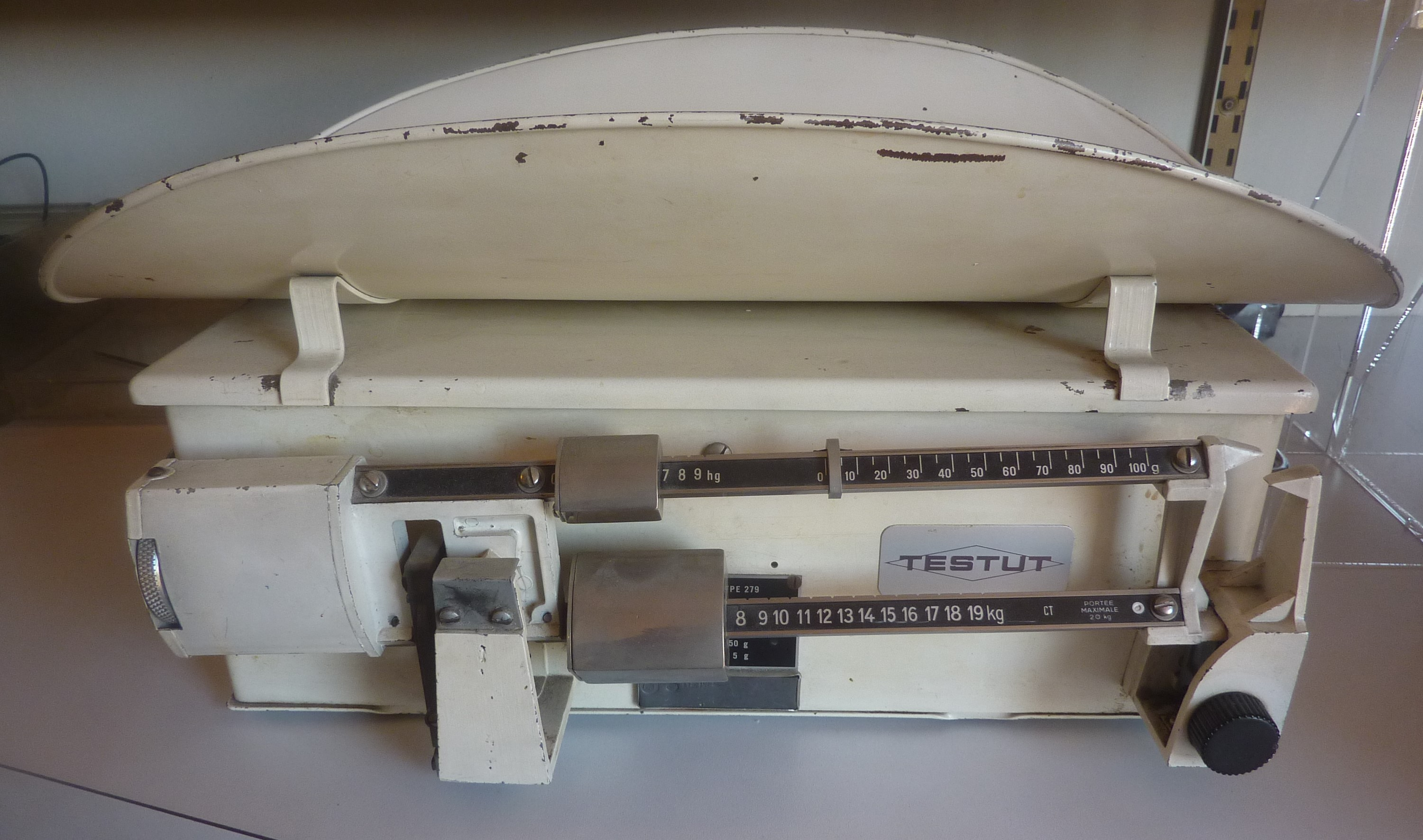
Pèse-bébé utilisé en France de la fin des années 1950 à celle des années 1990 dans les milieux médicaux et paramédicaux

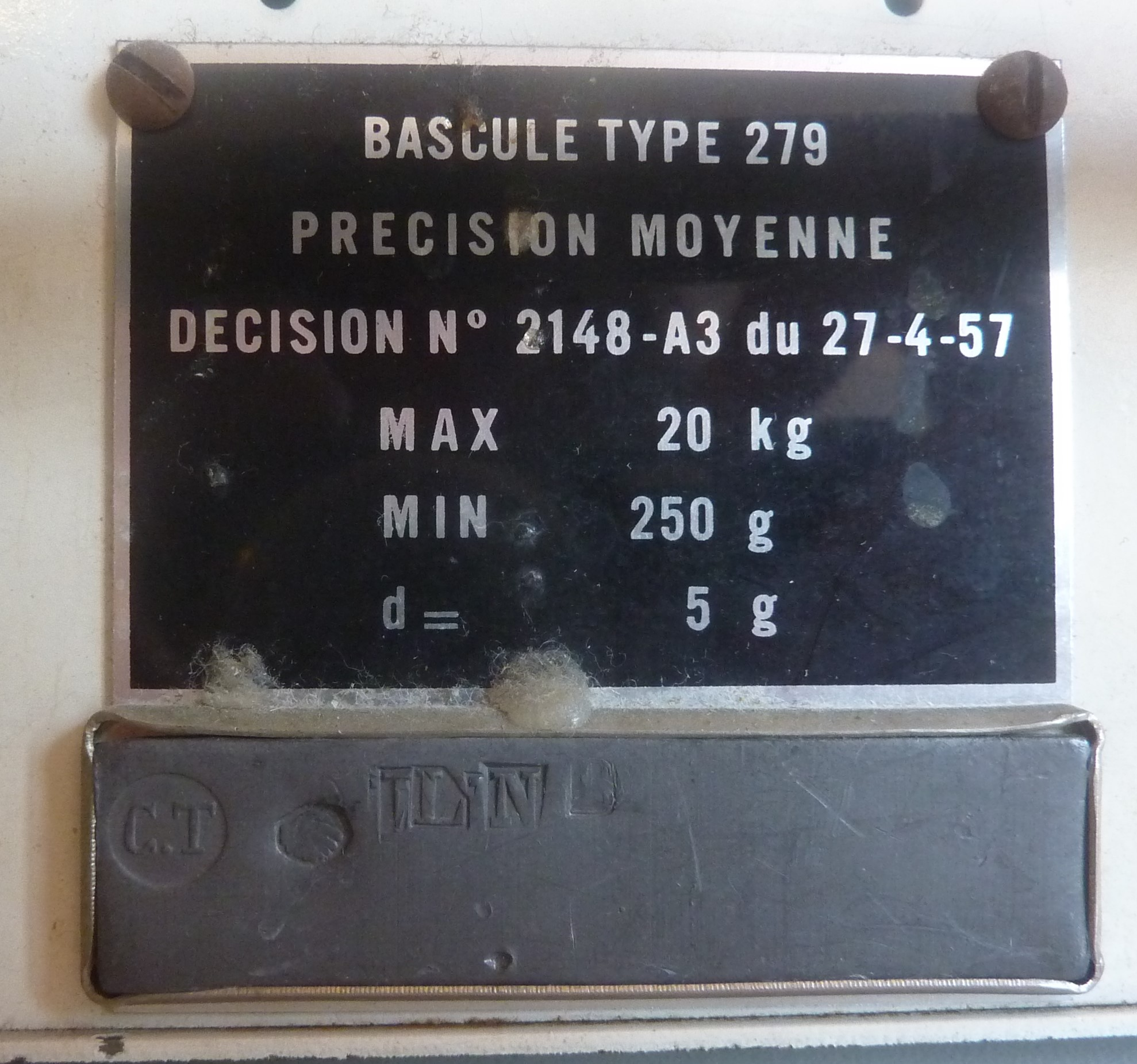
Plaque apposée à l'arrière du pèse-bébé et dessous le plomb serti sur le socle marqué « à la frappe » des poids et mesures

### Les origines
L'entreprise naît du besoin de mesures de plus en plus fiables. Alors qu'en 1791 l'Assemblée nationale déclare la liberté de cultiver, de fabriquer et de débiter le tabac, en 1810 Napoléon 1er rétablit le monopole d'exploitation par l'État. et dès 1815 de nombreux départements sont autorisés à cultiver le tabac. Cependant la vente est soumise à des contrôles de plus en plus rigoureux et c'est à cette époque que les 
revendeurs doivent s'équiper de balances précises, car la demande est forte et les structures pour la satisfaire presque inexistantes.
La famille Testut, maîtres couteliers de père en fils depuis les années 1500[réf. nécessaire], est originaire de Castelnaudary. Une première entreprise de fabrique de balances avait été créée à Mirepoix, dans l'Ariège, par Denis Cresson Testut en 1820. Les « Établissements Ch. Testut », société anonyme au capital de 10 000 000 francs, sont fondés vers 1850 par Charles Rodolphe Testut. Le siège social se situe au 8 rue Popincourt à Paris dans le 11e arrondissement. Il le restera jusqu'au rachat de l'entreprise par Bernard Tapie en 1983.
Les premières balances conçues par Charles Rodolphe Testut sont des balances dites « à tabac ». Produites dès 1821, il n'en reste que de très rares exemplaires. Elles sont en bronze, dotées d'un fléau à aiguille gravé du nom de la marque en son centre, et de deux plateaux en cuivre  jaune dinandier et martelé, posés sur une colonne. Ces petites balances, pratiques et bon marché, ont un succès immédiat. L'innovation de la balance « Testut » réside dans la suppression des trois chaînettes permettant la suspension de la coupelle de pesée, la remplaçant par une tige en acier forgée en « col de cygne » terminée par 2 crochets, divisant ainsi le coût de fabrication par trois. Une pastille de plomb est sertie sur le socle utilisée pour le marquage « à la frappe  » des poids et mesures. Cette innovation améliore la qualité de la mesure, grâce à un groupe de pesage plus robuste et plus fiable que les modèles utilisés au début du XIXe siècle.

### Du premier atelier au groupe international
Le premier atelier situé près du boulevard Voltaire à Paris, devenant le siège social de l'entreprise, Charles Rodolphe Testut ouvre un second atelier à Viry-Châtillon. D'autres usines sont créées dans l'est et le sud de la France, à Lunéville, Port-sur-Saône, Toulouse, ainsi qu'à Béthune après la fusion avec la société Aequitas en 1971, puis à La Mulatière près de Lyon avec la reprise de l'entreprise Trayvou en 1979.
Le Groupe Bernard Tapie rachète la société Testut en 1983, après le rachat d'une autre entreprise de pesage, la société Terraillon, en 1981. Lutrana, société créée en 1910 par M. Luteraan, présent dans le pesage industriel et commercial, rejoint le groupe Testut en 1990.
En 1995, Testut est transféré au CDR, la filiale du Crédit lyonnais chargée de gérer les actifs industriels de la banque, dont Bernard Tapie était débiteur (voir affaire Testut).
Le groupe américano-suisse Mettler Toledo, numéro un mondial du pesage, devient propriétaire de Testut en 1999. Quatre ans plus tard, en 2003 l'entreprise Testut sera mise en liquidation.

## Slogans
- « Testut - la grande marque française »
- « Testut - la balance de France »
- « Testut - Nous pouvons tout peser, absolument tout »